# Batanes

Batanes läge i Filippinerna

Batanes är Filippinernas nordligaste provins och består av tio små öar. Batanes tillhör regionen Cagayandalen och har 18 900 invånare (2006) på en yta av 209 km², vilket gör den till den minsta provinsen i landet både när det gäller befolkning och yta.
Provinsen är uppdelad i 6 kommuner, varav samtliga är helt eller delvis av landsbygdskaraktär. Administrativ huvudort är Basco.